# Смоляков, Иван Ильич
Иван Ильич Смоляков (22.10.1920 — 25.04.1980) — командир батареи 877-го гаубичного артиллерийского полка 7-й артиллерийской дивизии прорыва 46-й армии 2-го Украинского фронта, старший лейтенант. Герой Советского Союза.

## Биография
Родился 22 октября 1920 года в селе Тростянка ныне Богатовского района Самарской области в крестьянской семье. Образование среднее. Работал пионервожатым.
В Красной Армии с 1939 года. Участник Великой Отечественной войны с июня 1941 года. В 1942 году окончил курсы младших лейтенантов. Член ВКП(б)/КПСС с 1942 года.
Командир батареи 877-го гаубичного артиллерийского полка старший лейтенант Иван Смоляков в ночь на 5 декабря 1944 года в составе штурмовой группы форсировал реку Дунай в районе венгерского города Эрчи. Переправившись на противоположный берег, старший лейтенант Смоляков по радио корректировал огонь орудий, которые подавляли вражеские огневые точки. Смоляков участвовал в захвате плацдарма, обеспечивая переправу подразделений 877-го гаубичного артиллерийского полка через Дунай.
Указом Президиума Верховного Совета СССР от 24 марта 1945 года за образцовое выполнение боевых заданий командования и проявленные при этом мужество и героизм старшему лейтенанту Смолякову Ивану Ильичу присвоено звание Героя Советского Союза с вручением ордена Ленина и медали «Золотая Звезда».
После войны И. И. Смоляков продолжал службу в армии. В 1946 году он окончил Высшую офицерскую артиллерийскую школу, а в 1954 году — Военную академию имени М. В. Фрунзе. С 1960 года полковник Смоляков И. И. — в запасе.
Жил в городе Куйбышев. Работал на заводе имени Масленникова. Скончался 25 апреля 1980 года. Похоронен в Самаре на кладбище «Рубежное».
Награждён орденом Ленина, орденом Отечественной войны 2-й степени, 2-я орденами Красной Звезды, медалями.
Имя Героя носила пионерская дружина школы в селе Тростянка.